# یوزوف
یوزوف (به لاتین: Yuzuf) یک منطقه مسکونی در جمهوری آذربایجان است که در شهرستان آب‌شوران واقع شده است.